# Zamach na Bolesława Bieruta (1952)
Zamach na Bolesława Bieruta − nieudany zamach na prezydenta Bolesława Bieruta przeprowadzony 7 lutego 1952 roku przez działacza PPR z Lublina. Zamachowiec zastrzelił jednego z towarzyszących prezydentowi oficerów i ranił drugiego – kpt. Kazimierza Doskoczyńskiego. Ranny Doskoczyński zdołał zastrzelić napastnika.